# Liste des mascottes de Ligue majeure de baseball

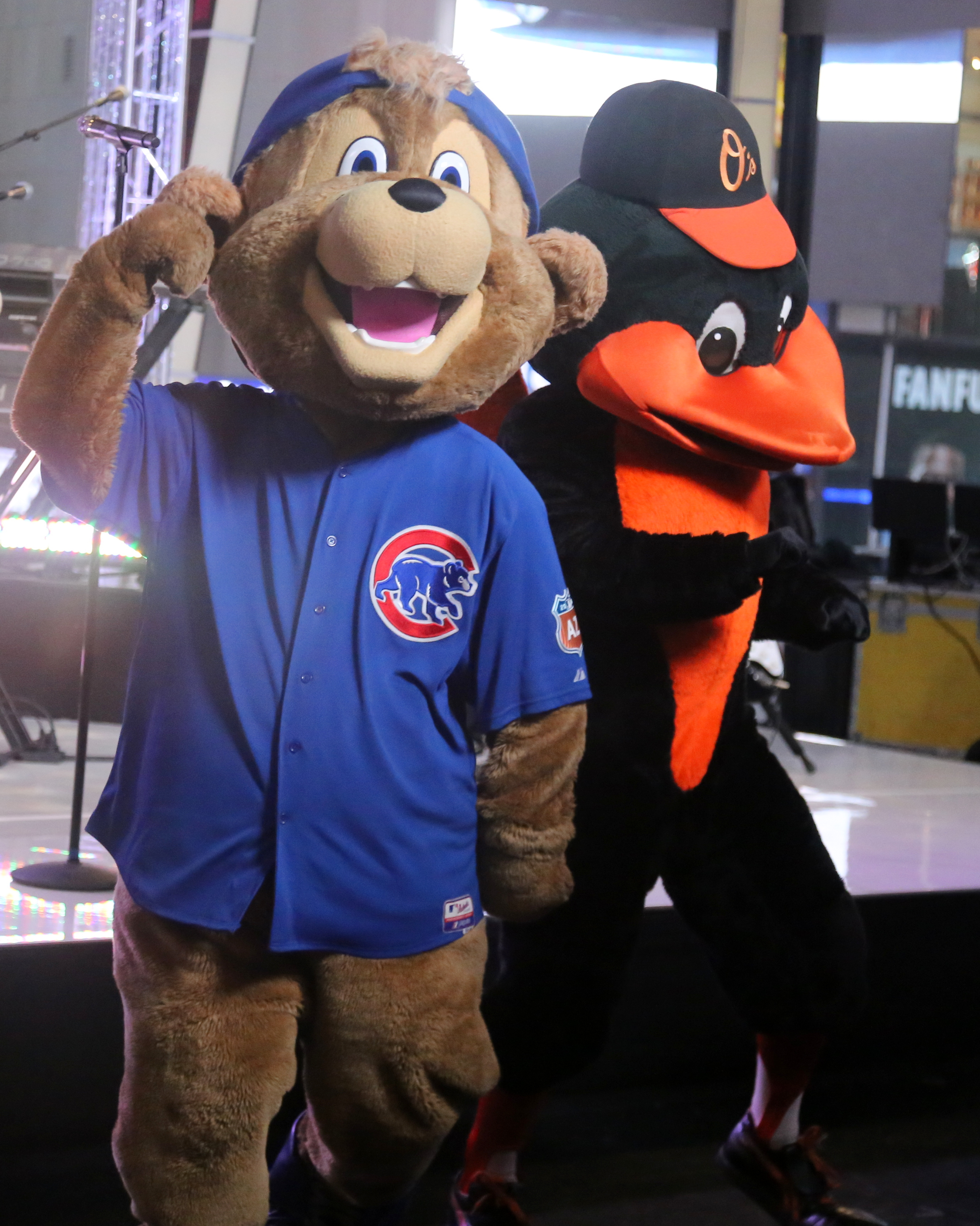
Clark (mascotte des Cubs de Chicago) et The Oriole Bird (Orioles de Baltimore) en 2016.

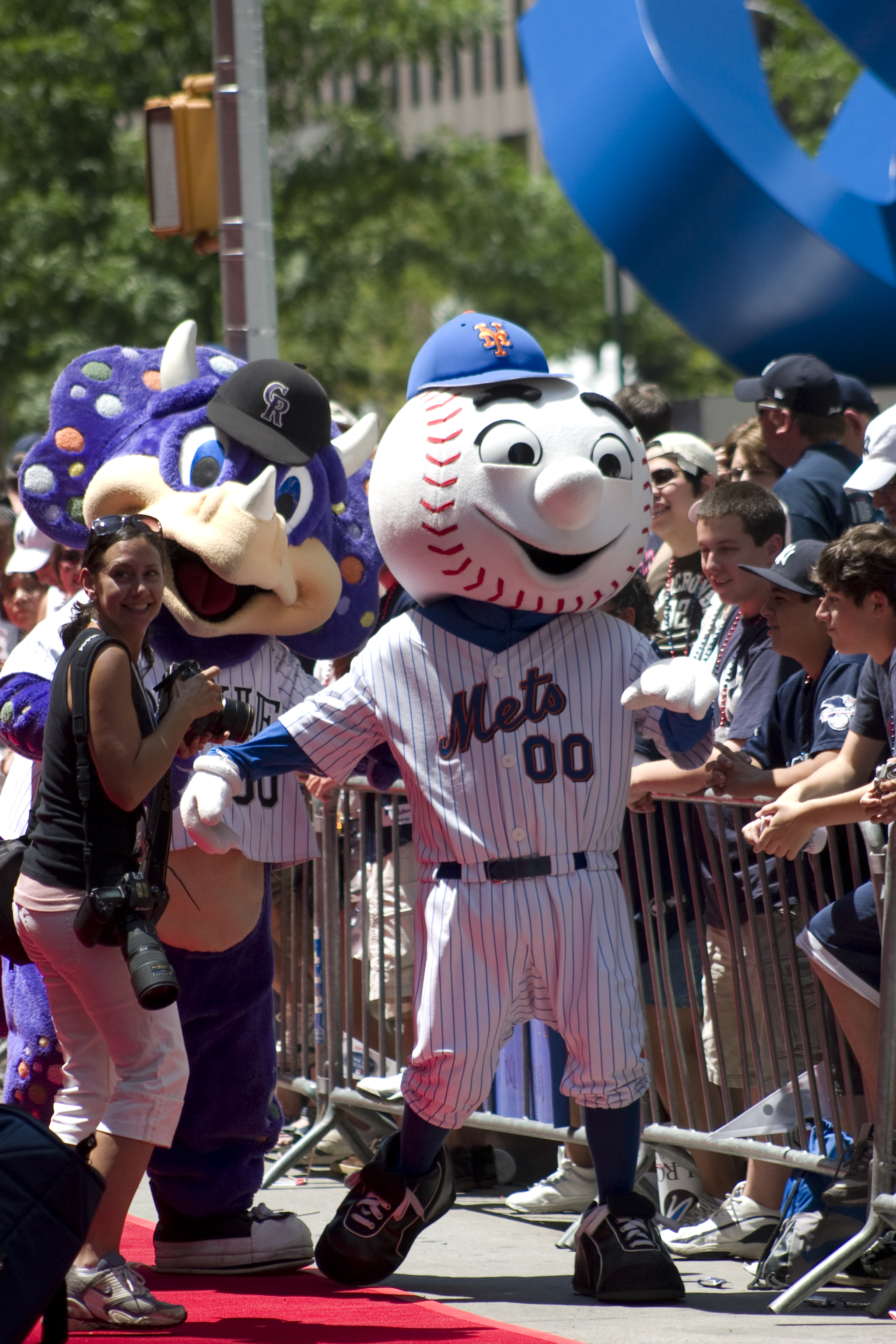
Dinger (Rockies du Colorado) et Mr. Met (Mets de New York) en 2008.

## Ligue nationale

### Diamondbacks de l'Arizona
- Baxter Bobcat

### Braves d'Atlanta
- Chief Noc-A-Homa
- Homer
- Rally

### Rockies du Colorado
- Dinger

### Cubs de Chicago
- Clark

### Reds de Cincinnati
- Mr. Red
- Gapper

### Marlins de Miami
- Billy The Marlin

### Brewers de Milwaukee
- Bernie Brewer

### Mets de New York
- Mr. Met

### Phillies de Philadelphie
- Phillie Phanatic

### Pirates de Pittsburgh
- Pirate Parrot

### Padres de San Diego
- Le Famous Chicken de San Diego
- Swinging Friar

### Giants de San Francisco
- Lou Seal

### Cardinals de Saint-Louis
- Fredbird

### Nationals de Washington
- Screech

## Ligue américaine

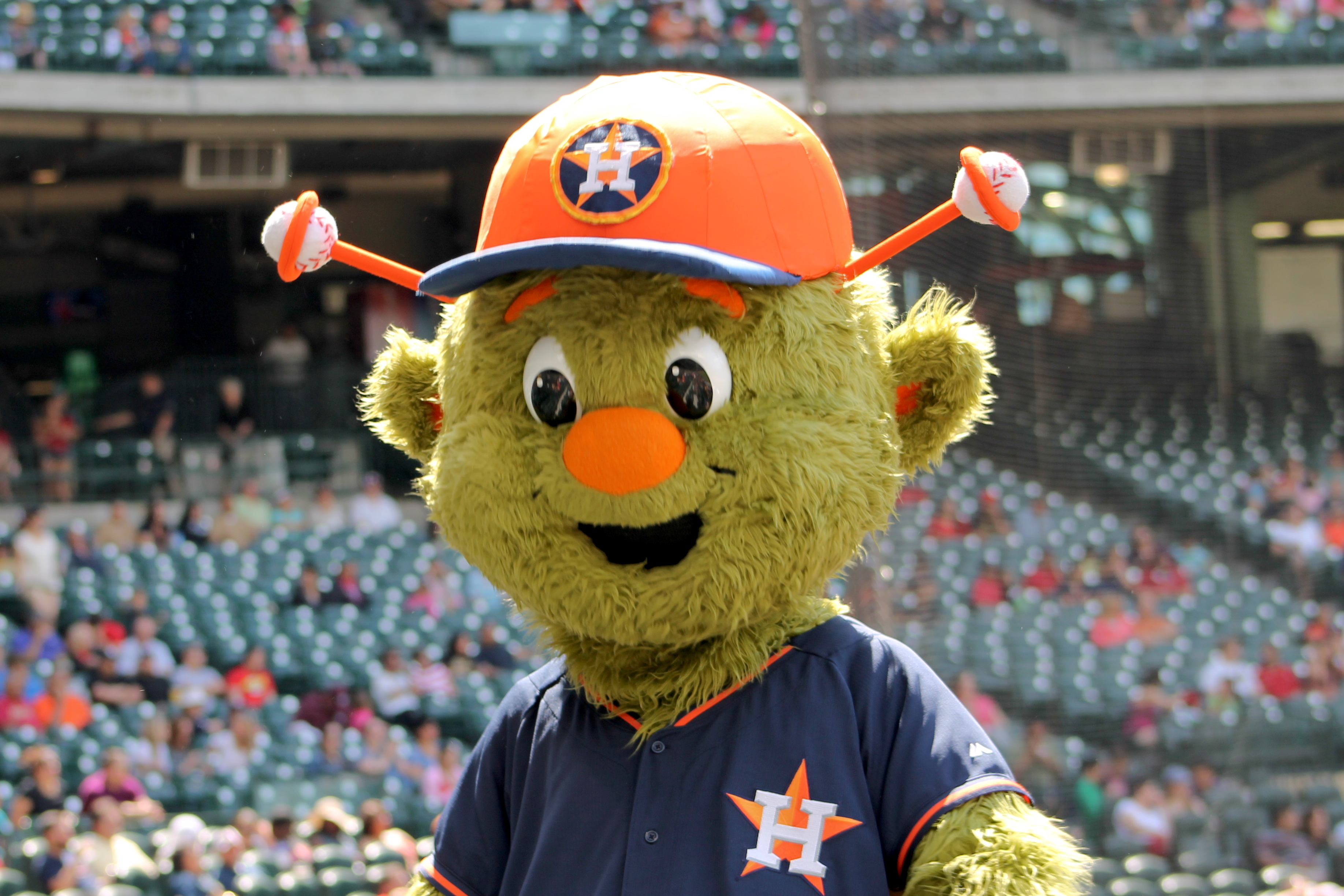
Orbit, mascotte des Astros de Houston.

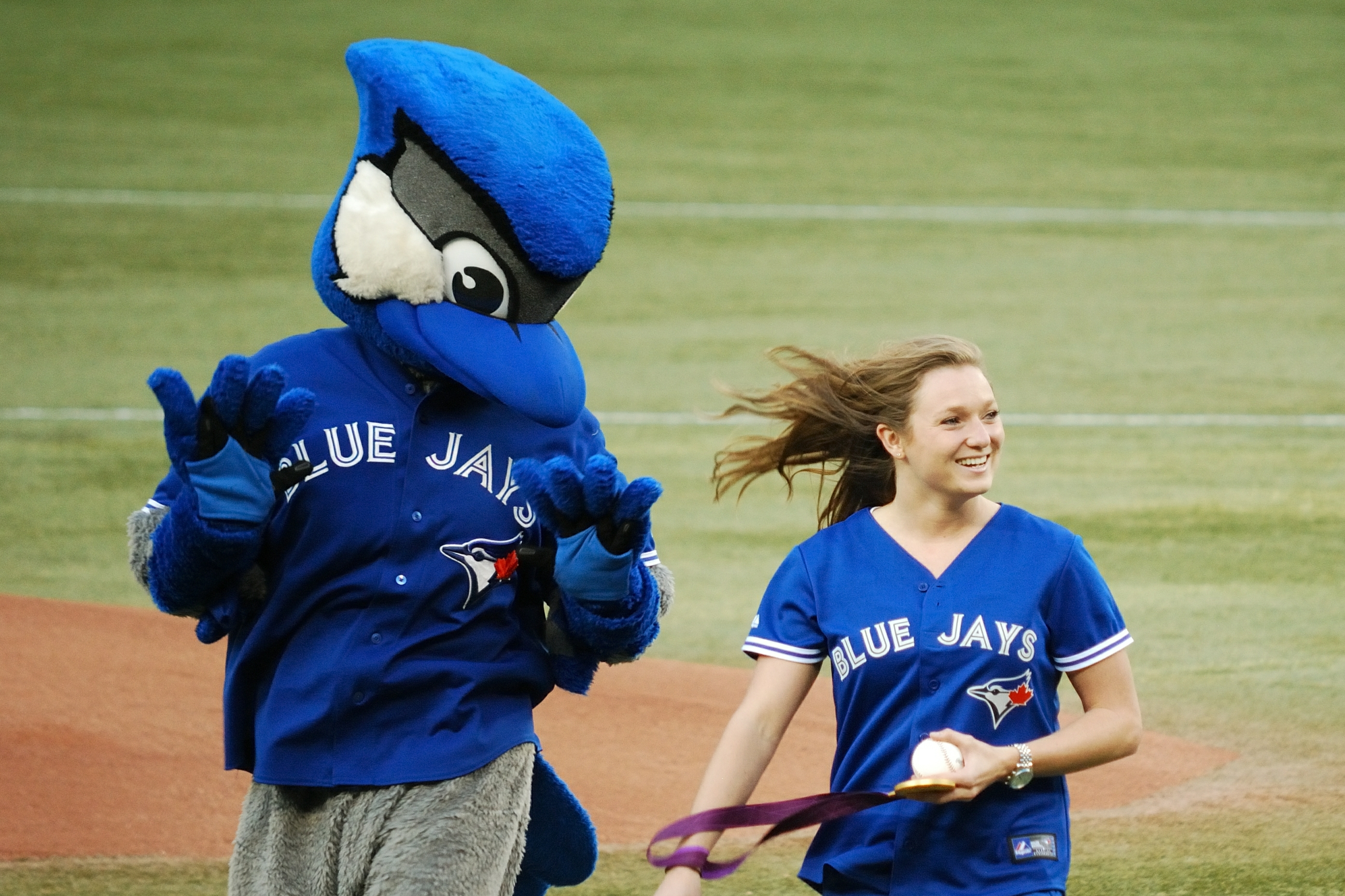
Ace, la mascotte des Blue Jays de Toronto, avec la championne olympique Rosannagh MacLennan en 2012.

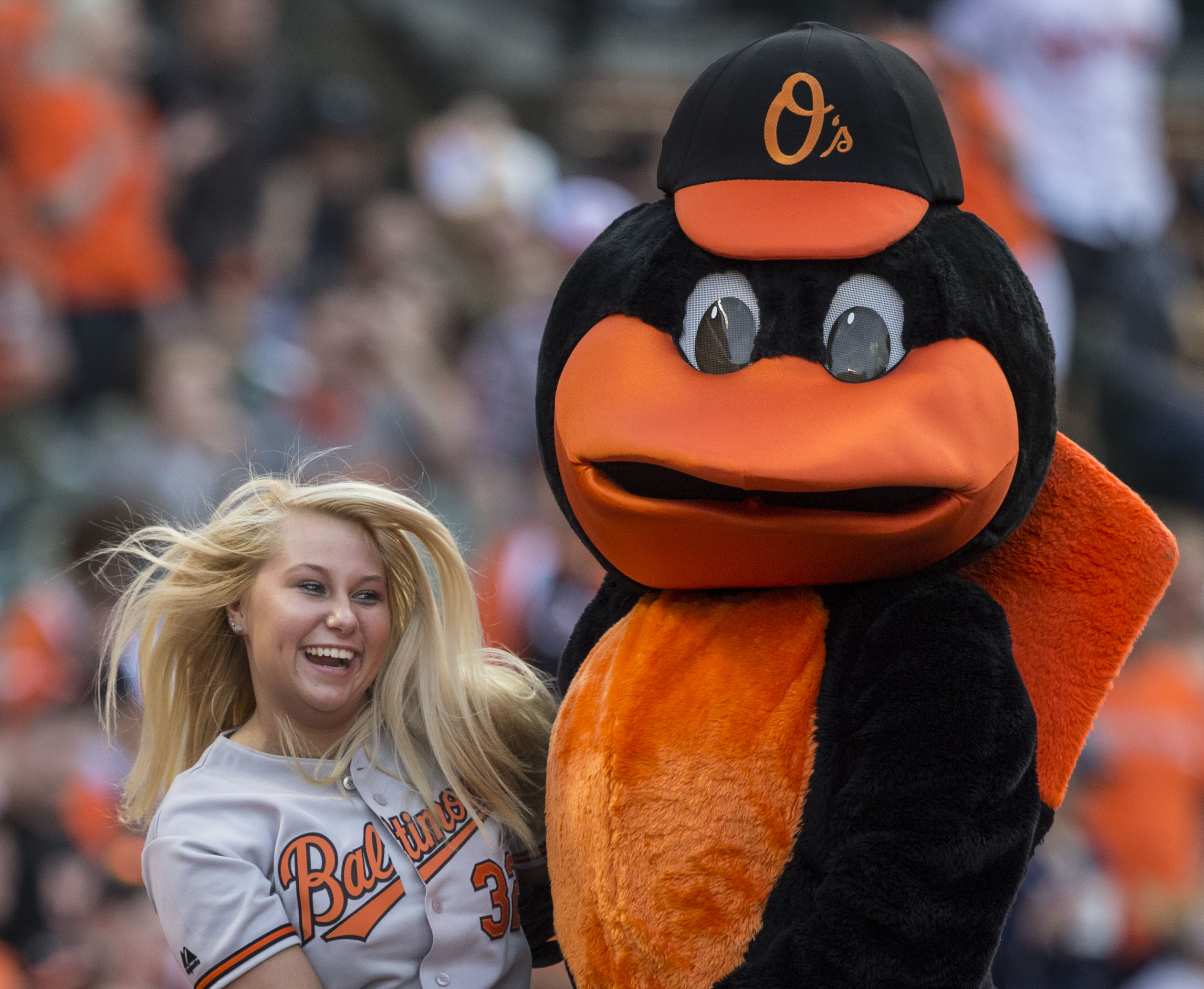
The Oriole Bird, mascotte des Orioles de Baltimore, en 2014.

### Angels de Los Angeles
- Rally Monkey

### Orioles de Baltimore
- The Bird

### Red Sox de Boston
- Wally

### White Sox de Chicago
- Southpaw

### Guardians de Cleveland
- Slider

### Tigers de Détroit
- Paws

### Astros de Houston
- Junction Jack
- Orbit

### Royals de Kansas City
- Sluggerrr

### Twins du Minnesota
- TC Bear

### Athletics
- Stomper

### Mariners de Seattle
- Mariner Moose

### Rays de Tampa Bay
- Raymond

### Rangers du Texas
- Rangers Captain

### Blue Jays de Toronto
- Ace

## Mascottes d'anciennes équipes

### Expos de Montréal
- Youppi!